# WeatherTech SportsCar Championship 2020
Navigation
Édition précédente Édition suivante
La saison 2020 du WeatherTech SportsCar Championship est la septième édition de cette compétition issue de la fusion des championnats American Le Mans Series et Rolex Sports Car Series. Elle se déroule du 23 janvier 2020 au 10 octobre 2020 et comprend douze manches.
Michelin reste partenaire de la mini série regroupant les quatre principales courses du championnat (24 Heures de Daytona, 12 Heures de Sebring, 6 Heures de Watkins Glen et Petit Le Mans) en lui donnant le nom de Michelin Endurance Cup.
Comme la saison précédente, le championnat 2020 à un format comprenant quatre catégories.

## Calendrier
Le calendrier 2020 a été dévoilé le 3 août 2019 et comprend douze manches.
Cependant, le 15 mai 2020 un nouveau calendrier remanié est présenté avec onze manches.
| Rnd. | Course                                  | Durée               | Classes        | Circuit                         | Lieu          | État, Pays                   | Date            |
| ---- | --------------------------------------- | ------------------- | -------------- | ------------------------------- | ------------- | ---------------------------- | --------------- |
| 1    | Rolex 24 at Daytona                     | 24 heures           | Toutes         | Daytona International Speedway  | Daytona Beach | Floride, États-Unis          | 25 & 26 janvier |
| 2    | WeatherTech 240                         | 2 heures 40 minutes | DPi, GTLM, GTD | Daytona International Speedway  | Daytona Beach | Floride, États-Unis          | 4 juillet       |
| 3    | Cadillac Grand Prix of Sebring          | 2 heures 40 minutes | Toutes         | Sebring International Raceway   | Sebring       | Floride, États-Unis          | 18 juillet      |
| 4    | Road Race Showcase at Road America      | 2 heures 40 minutes | Toutes         | Road America                    | Elkhart Lake  | Wisconsin, États-Unis        | 2 août          |
| 5    | Michelin GT Challenge at VIR            | 2 heures 40 minutes | GTLM, GTD      | Virginia International Raceway  | Alton         | Virginie, États-Unis         | 22 août         |
| 6    | TireRack.com Grand Prix at Road Atlanta | 6 heures            | Toutes         | Michelin Raceway Road Atlanta   | Braselton     | Géorgie, États-Unis          | 5 septembre     |
| 7    | Mid-Ohio Sports Car Course              | 2 heures 40 minutes | DPi, GTLM, GTD | Mid-Ohio Sports Car Course      | Lexington     | Ohio, États-Unis             | 27 septembre    |
| 8    | MOTUL 100% Synthetic Grand Prix         | 1 heure 40 minutes  | GTLM, GTD      | Charlotte Motor Speedway        | Concord       | Caroline du Nord, États-Unis | 9 octobre       |
| 9    | Motul Petit Le Mans                     | 10 heures           | Toutes         | Michelin Raceway Road Atlanta   | Braselton     | Géorgie, États-Unis          | 17 octobre      |
| 10   | WeatherTech Raceway Laguna Seca         | 2 heures 40 minutes | Toutes         | WeatherTech Raceway Laguna Seca | Monterey      | Californie, États-Unis       | 1er novembre    |
| 11   | Mobil 1 12 Hours of Sebring             | 12 heures           | Toutes         | Sebring International Raceway   | Sebring       | Floride, États-Unis          | 14 novembre     |

### Changements au Calendrier
- Pas de changements

## Engagés

### DPi

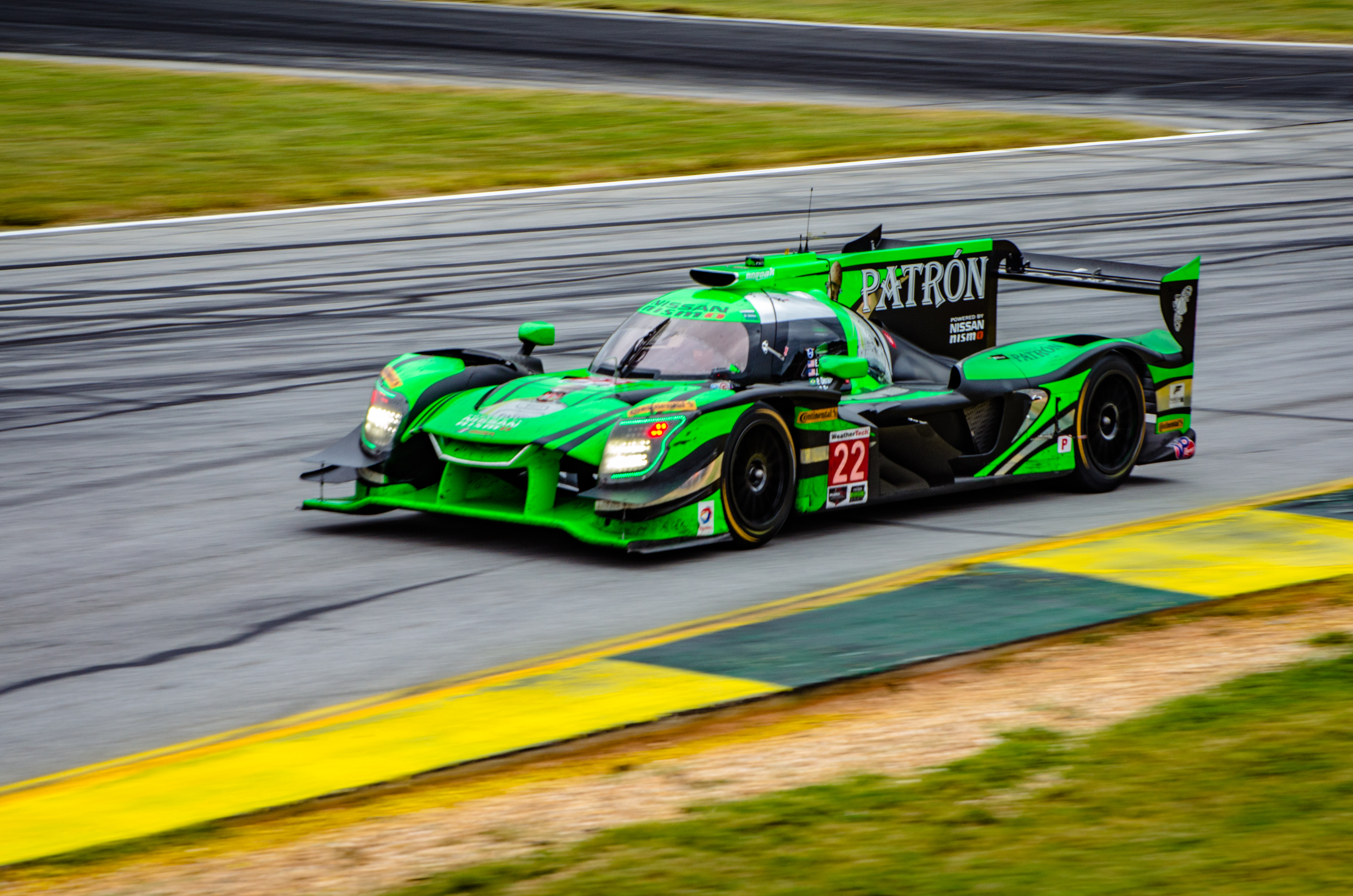
Nissan Onroak DPi

La classe DPi, répond à la réglementation Daytona Prototype International (DPi) ou les constructeurs automobiles utilisent un des châssis homologués par ACO et la FIA en LMP2 mais avec la possibilité de modifier la carrosserie et le moteur. Les zones de la carrosserie se situent au niveau de l'avant, des pontons et des ailes arrière et peuvent être modifiées sur le plan aérodynamique pour « coller » à l’esprit du constructeur.
La Balance des Performances (BOP) entre les DPi sera étudiée avec des essais en soufflerie. Les commissaires de l'IMSA testeront et vérifieront également les moteurs avec pour objectif une puissance de 600 ch et un niveau comparable de puissance et de couple.
Acura (Oreca), Mazda (Riley Technologies), Cadillac (Dallara) et Nissan (Onroak Automotive) ont développé des voitures répondant à cette réglementation.
Les pneus Michelin sont utilisés par toutes les voitures.
| No. | Pays                       | Écurie                                              | Voiture          | Pilotes                       | Pilotes                         | Pilotes                         |
| DPi | DPi                        | DPi                                                 | DPi              | DPi                           | DPi                             | DPi                             |
| --- | -------------------------- | --------------------------------------------------- | ---------------- | ----------------------------- | ------------------------------- | ------------------------------- |
| 5   |                            | Mustang Sampling Racing avec JDC Miller Motorsports | Cadillac DPi-V.R | João Barbosa (1–4, 6–7)       | Sébastien Bourdais, (Toutes)    | Loïc Duval (1, 9, 11)           |
| 5   | Tristan Vautier (6, 9–11)  | Mustang Sampling Racing avec JDC Miller Motorsports | Cadillac DPi-V.R |                               |                                 |                                 |
| 6   |                            | Acura Team Penske                                   | Acura ARX-05     | Dane Cameron (Toutes)         | Juan Pablo Montoya (Toutes)     | Simon Pagenaud (1, 9, 11)       |
| 7   | Hélio Castroneves (Toutes) | Acura Team Penske                                   | Acura ARX-05     | Ricky Taylor (Toutes)         | Alexander Rossi (1, 9, 11)      |                                 |
| 10  |                            | Konica Minolta Cadillac DPi-V.R                     | Cadillac DPi-V.R | Ryan Briscoe (Toutes)         | Renger van der Zande (Toutes)   | Scott Dixon (1, 9, 11)          |
| 10  | Kamui Kobayashi (1)        | Konica Minolta Cadillac DPi-V.R                     | Cadillac DPi-V.R |                               |                                 |                                 |
| 31  |                            | Whelen Engineering Racing                           | Cadillac DPi-V.R | Pipo Derani (Toutes)          | Felipe Nasr (1, 3–4, 6–7, 9–11) | Filipe Albuquerque (1, 6, 9)    |
| 31  | Mike Conway (1)            | Whelen Engineering Racing                           | Cadillac DPi-V.R | Gabby Chaves (2, 11)          |                                 |                                 |
| 55  |                            | Mazda Team Joest                                    | Mazda RT24-P     | Jonathan Bomarito (1)         | Harry Tincknell (1)             | Ryan Hunter-Reay (1)            |
| 55  |                            | Mazda Motorsports                                   | Mazda RT24-P     | Jonathan Bomarito (2 - 11)    | Harry Tincknell (2 - 11)        | Ryan Hunter-Reay (6, 9, 11 )    |
| 77  |                            | Mazda Team Joest                                    | Mazda RT24-P     | Oliver Jarvis (1)             | Tristan Nunez (1)               | Olivier Pla (1)                 |
| 77  |                            | Mazda Motorsports                                   | Mazda RT24-P     | Oliver Jarvis (2 - 11)        | Tristan Nunez (2 - 11)          | Olivier Pla (6, 9, 11 )         |
| 85  |                            | JDC Miller Motorsports                              | Cadillac DPi-V.R | Tristan Vautier, (1–4, 7)     | Chris Miller (1–2, 4, 9)        | Matheus Leist (en) (1, 6, 9–11) |
| 85  | Juan Piedrahita (en) (1)   | JDC Miller Motorsports                              | Cadillac DPi-V.R | Stephen Simpson (3, 6, 10–11) | Gabriel Aubry (7, 9)            |                                 |
| 85  | Scott Andrews (11)         | JDC Miller Motorsports                              | Cadillac DPi-V.R |                               |                                 |                                 |

### LMP2

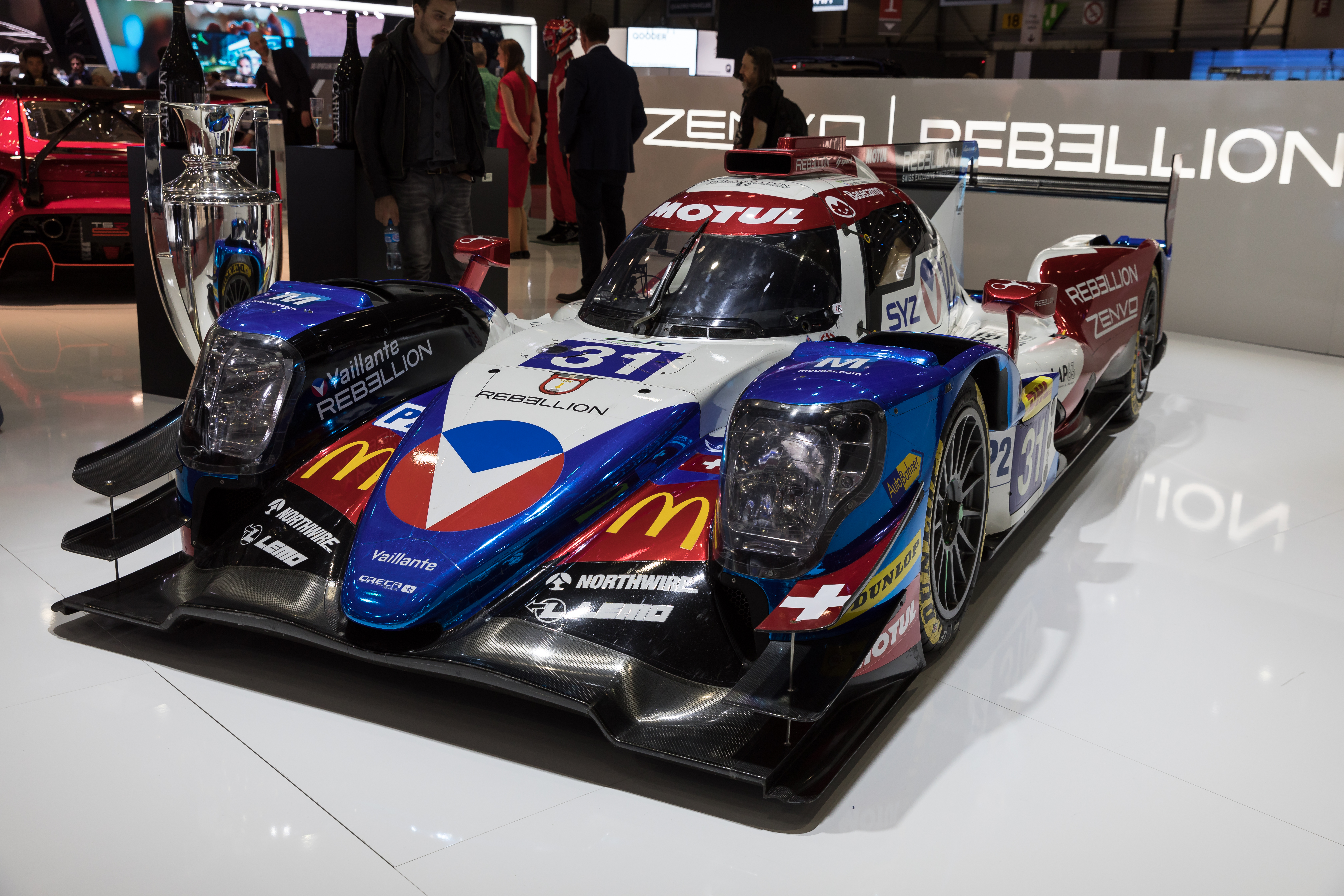
Oreca 07

La classe LMP2, est composée de voitures répondant à la réglementation LMP2 mise en place par l'ACO et la FIA pour le championnat du monde d'endurance FIA, c'est-à-dire un châssis Dallara, Ligier, Oreca ou Riley Technologies équipé d'un moteur V8 atmosphérique Gibson. Il n'y a pas de BOP dans cette catégorie.
Les pneus Michelin sont utilisés par toutes les voitures.
Cette classe étant une classe Pro-Am, chaque voiture ne doit pas être pilotée par plus de deux pilotes Platinium ou Or sur les courses d'endurance et doivent être pilotées par au moins un pilote Argent ou Bronze sur les autres courses. Le départ doit obligatoirement être pris par le pilote Bronze ou Argent.
| No.  | Pays                  | Équipe                          | Voiture  | Pilotes                       | Pilotes                      | Pilotes                          |
| LMP2 | LMP2                  | LMP2                            | LMP2     | LMP2                          | LMP2                         | LMP2                             |
| ---- | --------------------- | ------------------------------- | -------- | ----------------------------- | ---------------------------- | -------------------------------- |
| 8    |                       | Tower Motorsports par Starworks | Oreca 07 | John Farano (1, 3, 9, 11)     | Ryan Dalziel (1, 3)          | David Heinemeier Hansson (1, 11) |
| 8    | Nicolas Lapierre      | Tower Motorsports par Starworks | Oreca 07 | Mikkel Jensen (9, 11)         | Job van Uitert (9)           |                                  |
| 18   |                       | Era Motorsport                  | Oreca 07 | Kyle Tilley (1, 3–4, 6)       | Dwight Merriman (1, 3–4, 6)  | Ryan Lewis (1)                   |
| 18   | Nicolas Minassian (1) | Era Motorsport                  | Oreca 07 | Colin Braun (6)               |                              |                                  |
| 38   |                       | Performance Tech Motorsports    | Oreca 07 | Cameron Cassels (1, 3–4)      | Kyle Masson (en) (1, 3)      | Don Yount (1, 11)                |
| 38   | Robert Masson (1)     | Performance Tech Motorsports    | Oreca 07 | James French (4)              | Matthew Bell (9)             |                                  |
| 38   | Colin Braun (9)       | Performance Tech Motorsports    | Oreca 07 | James McGuire (9)             | Patrick Byrne (11)           |                                  |
| 38   | Guy Cosmo (11)        | Performance Tech Motorsports    | Oreca 07 |                               |                              |                                  |
| 51   |                       | Inter Europol Competition       | Oreca 07 | Jakub Śmiechowski             | Rob Hodes (9)                | Austin McCusker (9)              |
| 51   | Matthew Bell (11)     | Inter Europol Competition       | Oreca 07 | Naveen Rao (11)               |                              |                                  |
| 52   |                       | PR1/Mathiasen Motorsports       | Oreca 07 | Simon Trummer (1, 4, 6, 9–11) | Patrick Kelly (3–4, 6, 9–11) | Gabriel Aubry (1)                |
| 52   | Nick Boulle (1)       | PR1/Mathiasen Motorsports       | Oreca 07 | Ben Keating (1)               | Spencer Pigot (3)            |                                  |
| 52   | Scott Huffaker (11)   | PR1/Mathiasen Motorsports       | Oreca 07 |                               |                              |                                  |
| 81   |                       | DragonSpeed                     | Oreca 07 | Henrik Hedman (1, 3–4)        | Ben Hanley (1, 4)            | Colin Braun (1)                  |
| 81   | Harrison Newey (1)    | DragonSpeed                     | Oreca 07 | Gustavo Menezes (3)           |                              |                                  |

### GT Le Mans
La classe GT Le Mans, est composée de voitures répondant à la réglementation LM GTE mis en place par l'ACO, la FIA et l'IMSA. Les constructeurs Aston Martin, BMW, Chevrolet, Ferrari, Ford, et Porsche, ont des voitures qui répondent au règlement mis en place. La cylindrée du moteur est limitée à 5,5 L pour les moteurs atmosphérique ou 4,0 L pour les turbos/moteurs suralimentés. Le poids minimum est de 1 245 kg.
Une Balance des Performances (BOP) est mise en place par l'IMSA afin d'harmoniser les performances des voitures.
Les pneus Michelin sont utilisés par toutes les voitures.
| 3   |  | Corvette Racing   | Chevrolet Corvette C8.R | Antonio García      | Jordan Taylor         | Nicky Catsburg    |              |
| 4   |  | Corvette Racing   | Chevrolet Corvette C8.R | Oliver Gavin        | Tommy Milner          | Marcel Fässler    |              |
| 24  |  | BMW Team RLL      | BMW M8 GTE              | John Edwards        | Augusto Farfus        | Chaz Mostert (en) | Jesse Krohn  |
| 25  |  | BMW Team RLL      | BMW M8 GTE              | Connor De Phillippi | Philipp Eng           | Bruno Spengler    | Colton Herta |
| 62  |  | Risi Competizione | Ferrari 488 GTE Evo     | James Calado        | Alessandro Pier Guidi | Davide Rigon      | Daniel Serra |
| 911 |  | Porsche GT Team   | Porsche 911 RSR         | Frédéric Makowiecki | Nick Tandy            | Matt Campbell     |              |
| 912 |  | Porsche GT Team   | Porsche 911 RSR         | Earl Bamber         | Laurens Vanthoor      | Mathieu Jaminet   |              |

### GT Daytona
La classe GT Daytona composée de voitures correspondant à la réglementation GT3 mise en place par la FIA,. Les constructeurs Aston Martin, Audi, Bentley, BMW, Callaway, Ferrari, Honda, Lamborghini, Lexus, McLaren, Mercedes, Nissan, et Porsche, ont des voitures qui répondent au règlement mis en place.
Une Balance des Performances (BOP) est mise en place par l'IMSA afin d'harmoniser les performances des voitures. Les pneus Michelin sont utilisés par toutes les voitures.
Cette classe étant une classe Pro-Am, chaque voiture ne doit pas être pilotée par plus de deux pilotes Platinium ou Or sur les courses d'endurance et doivent être pilotées par au moins un pilote Argent ou Bronze sur les autres courses. Le départ doit obligatoirement être pris par le pilote Bronze ou Argent.
| 9  |                    | Pfaff Motorsports                            | Porsche 911 GT3 R            | Dennis Olsen            | Zacharie Robichon               | Lars Kern            | Patrick Pilet         |
| 11 |                    | GRT Grasser Racing Team                      | Lamborghini Huracán GT3 Evo  | Richard Heistand        | Steijn Schothorst (en)          | Albert Costa         |                       |
| 12 |                    | AIM Vasser Sullivan                          | Lexus RC F GT3               | Frankie Montecalvo      | Townsend Bell                   | Shane van Gisbergen  |                       |
| 14 |                    | AIM Vasser Sullivan                          | Lexus RC F GT3               | Kyle Busch              | Parker Chase                    | Jack Hawksworth      | Michael de Quesada    |
| 16 |                    | Wright Motorsports                           | Porsche 911 GT3 R            | Ryan Hardwick           | Patrick Long                    | Klaus Bachler        | Anthony Imperato      |
| 19 |                    | GEAR Racing                                  | Lamborghini Huracán GT3 Evo  | Katherine Legge         | Christina Nielsen               | Tatiana Calderón     | Rahel Frey            |
| 23 |                    | The Heart of Racing                          | Aston Martin Vantage AMR GT3 | Roman De Angelis        | Nicki Thiim                     | Ian James            | Alex Riberas          |
| 30 |                    | Team Hardpoint                               | Audi R8 LMS GT3              | Rob Ferriol (2–5, 7–11) | Spencer Pumpelly (2–5, 7–8, 10) | Andrew Davis (9, 11) | Markus Winkelhock (9) |
| 30 | Pierre Kaffer (11) | Team Hardpoint                               | Audi R8 LMS GT3              |                         |                                 |                      |                       |
| 44 |                    | GRT Magnus                                   | Lamborghini Huracán GT3 Evo  | John Potter             | Andy Lally                      | Spencer Pumpelly     | Marco Mapelli (en)    |
| 47 |                    | Precision Performance Motorsports            | Lamborghini Huracán GT3 Evo  | Brandon Gdovic (en)     | Johnathan Hoggard               | Mark Kvamme          | Eric Lux              |
| 48 |                    | Paul Miller Racing                           | Lamborghini Huracán GT3 Evo  | Bryan Sellers           | Madison Snow                    | Corey Lewis          | Andrea Caldarelli     |
| 54 |                    | Black Swan Racing                            | Porsche 911 GT3 R            | Jeroen Bleekemolen      | Sven Müller                     | Trenton Estep (en)   |                       |
| 57 |                    | Heinricher Racing w/MSR Curb-Agajanian       | Acura NSX GT3 Evo            | Álvaro Parente          | Mikhail Goikhberg               | Trent Hindman        | A. J. Allmendinger    |
| 63 |                    | WeatherTech Racing                           | Ferrari 488 GT3 Evo          | Cooper MacNeil          | Toni Vilander                   | Alessandro Balzan    | Jeff Westphal         |
| 74 |                    | Mercedes-AMG Team Riley with Robinson Racing | Mercedes-AMG GT3             | Lawson Aschenbach       | Gar Robinson                    | Ben Keating          | Felipe Fraga          |
| 86 |                    | Meyer Shank Racing                           | Acura NSX GT3 Evo            | Mario Farnbacher        | Matt McMurry                    | Shinya Michimi       | Jules Gounon          |
| 88 |                    | WRT Speedstar Audi Sport                     | Audi R8 LMS GT3              | Mirko Bortolotti        | Rolf Ineichen                   | Daniel Morad         |                       |
| 96 |                    | Turner Motorsport                            | BMW M6 GT3                   | Robby Foley             | Jens Klingmann                  | Bill Auberlen        | Dillon Machavern      |
| 98 |                    | Aston Martin Racing                          | Aston Martin Vantage AMR GT3 | Paul Dalla Lana         | Pedro Lamy                      | Ross Gunn            | Mathias Lauda         |

## Résultats
Les vainqueurs du classement général de chaque manche sont inscrits en caractères gras.
| N° | Course                   | Daytona Prototype International (DPi)                         | Le Mans Prototype 2 (LMP2)                          | GT Le Mans (GTLM)                                         | GT Daytona (GTD)                                               | Résultats |
| N° | Course                   | Équipe victorieuse                                            | Équipe victorieuse                                  | Équipe victorieuse                                        | Équipe victorieuse                                             | Résultats |
| N° | Course                   | Pilotes victorieux                                            | Pilotes victorieux                                  | Pilotes victorieux                                        | Pilotes victorieux                                             | Résultats |
| -- | ------------------------ | ------------------------------------------------------------- | --------------------------------------------------- | --------------------------------------------------------- | -------------------------------------------------------------- | --------- |
| 1  | Daytona                  | no 10 Konica Minolta Cadillac DPi-V.R                         | no 81 DragonSpeed USA                               | no 24 BMW Team RLL                                        | no 48 Paul Miller Racing                                       | Résultats |
| 1  | Daytona                  | Ryan Briscoe Scott Dixon Kamui Kobayashi Renger van der Zande | Colin Braun Ben Hanley Henrik Hedman Harrison Newey | John Edwards Augusto Farfus Jesse Krohn Chaz Mostert (en) | Andrea Caldarelli Corey Lewis Bryan Sellers Madison Snow       | Résultats |
| 2  | Daytona                  | no 55 Mazda Motorsports                                       | N'y participent pas                                 | no 3 Corvette Racing                                      | no 14 AIM Vasser Sullivan                                      | Résultats |
| 2  | Daytona                  | Jonathan Bomarito Harry Tincknell                             | N'y participent pas                                 | Antonio García Jordan Taylor                              | Jack Hawksworth Aaron Telitz                                   | Résultats |
| 3  | Sebring                  | no 31 Whelen Engineering Racing                               | no 52 PR1/Mathiasen Motorsports                     | no 4 Corvette Racing                                      | no 14 AIM Vasser Sullivan                                      | Résultats |
| 3  | Sebring                  | Pipo Derani Felipe Nasr                                       | Patrick Kelly Spencer Pigot                         | Oliver Gavin Tommy Milner                                 | Jack Hawksworth Aaron Telitz                                   | Résultats |
| 4  | Road America             | no 7 Acura Team Penske                                        | no 81 DragonSpeed                                   | no 3 Corvette Racing                                      | no 12 AIM Vasser Sullivan                                      | Résultats |
| 4  | Road America             | Hélio Castroneves Ricky Taylor                                | Ben Hanley Henrik Hedman                            | Antonio García Jordan Taylor                              | Townsend Bell Frankie Montecalvo                               | Résultats |
| 5  | Virginia                 | N'y participent pas                                           | N'y participent pas                                 | no 3 Corvette Racing                                      | no 96 Turner Motorsport                                        | Résultats |
| 5  | Virginia                 | N'y participent pas                                           | N'y participent pas                                 | Antonio García Jordan Taylor                              | Bill Auberlen Robby Foley                                      | Résultats |
| 6  | Road Atlanta             | no 7 Acura Team Penske                                        | no 52 PR1/Mathiasen Motorsports                     | no 25 BMW Team RLL                                        | no 86 Meyer Shank Racing avec Curb Agajanian Performance Group | Résultats |
| 6  | Road Atlanta             | Hélio Castroneves Ricky Taylor                                | Scott Huffaker Patrick Kelly Simon Trummer          | Connor De Phillippi Bruno Spengler                        | Mario Farnbacher Matt McMurry Shinya Michimi                   | Résultats |
| 7  | Lexington                | no 7 Acura Team Penske                                        | N'y participent pas                                 | no 3 Corvette Racing                                      | no 14 AIM Vasser Sullivan                                      | Résultats |
| 7  | Lexington                | Hélio Castroneves Ricky Taylor                                | N'y participent pas                                 | Antonio García Jordan Taylor                              | Jack Hawksworth Aaron Telitz                                   | Résultats |
| 8  | Charlotte Motor Speedway | N'y participent pas                                           | N'y participent pas                                 | no 3 Corvette Racing                                      | no 96 Turner Motorsport                                        | Résultats |
| 8  | Charlotte Motor Speedway | N'y participent pas                                           | N'y participent pas                                 | Antonio García Jordan Taylor                              | Bill Auberlen Robby Foley                                      | Résultats |
| 9  | Road Atlanta             | Konica Minolta Cadillac DPi-V.R                               | no 8 Tower Motorsport par Starworks                 | no 911 Porsche GT Team                                    | no 63 Scuderia Corsa                                           | Résultats |
| 9  | Road Atlanta             | Ryan Briscoe Scott Dixon Renger van der Zande                 | John Farano Mikkel Jensen Job van Uitert            | Matt Campbell Frédéric Makowiecki Nick Tandy              | Alessandro Balzan Cooper MacNeil Jeff Westphal                 | Résultats |
| 10 | Laguna Seca              | no 7 Acura Team Penske                                        | Pas de voitures à l'arrivée                         | no 912 Porsche GT Team                                    | no 86 Meyer Shank Racing avec Curb Agajanian Performance Group | Résultats |
| 10 | Laguna Seca              | Hélio Castroneves Ricky Taylor                                | Pas de voitures à l'arrivée                         | Earl Bamber Laurens Vanthoor                              | Mario Farnbacher Matt McMurry                                  | Résultats |
| 11 | Sebring                  | no 55 Mazda Motorsports                                       | no 52 PR1/Mathiasen Motorsports                     | no 911 Porsche GT Team                                    | no 16 Wright Motorsports                                       | Résultats |
| 11 | Sebring                  | Jonathan Bomarito Ryan Hunter-Reay Harry Tincknell            | Patrick Kelly Scott Huffaker Simon Trummer          | Earl Bamber Frédéric Makowiecki Nick Tandy                | Ryan Hardwick Jan Heylen Patrick Long                          | Résultats |

## Classement

### Attribution des points
Les points du championnat sont attribués dans chaque classe à l'arrivée de chaque épreuve. Les points sont alloués en fonction des positions d'arrivée indiquées dans le tableau ci-dessous.
| Position | 1  | 2  | 3  | 4  | 5  | 6  | 7  | 8  | 9  | 10 | 11 | 12 | 13 | 14 | 15 | 16 | 17 | 18 | 19 | 20 | 21 | 22 | 23 | 24 | 25 | 26 | 27 | 28 | 29 | 30 | MT |
| -------- | -- | -- | -- | -- | -- | -- | -- | -- | -- | -- | -- | -- | -- | -- | -- | -- | -- | -- | -- | -- | -- | -- | -- | -- | -- | -- | -- | -- | -- | -- | -- |
| Course   | 35 | 32 | 30 | 28 | 26 | 25 | 24 | 23 | 22 | 21 | 20 | 19 | 18 | 17 | 16 | 15 | 14 | 13 | 12 | 11 | 10 | 9  | 8  | 7  | 6  | 5  | 4  | 3  | 2  | 1  | 1  |

Points des pilotes
Des points sont attribués dans chaque classe à la fin de chaque épreuve. Le point pour le tour le plus rapide est seulement attribué dans le championnat des pilotes.
Points des équipes
Les points des équipes sont calculés exactement de la même manière que les points des pilotes en utilisant le tableau de répartition des points. Chaque voiture inscrite est considérée comme sa propre "équipe", qu'il s'agisse d'une seule entrée ou d'une partie d'une équipe engageant deux voitures.
Points des constructeurs
Il existe également un championnat de constructeurs qui utilisent le même tableau de répartition des points pour toute la saison. Les championnats constructeurs reconnus par l'IMSA sont les suivants:
 'Prototype (P):'  Constructeur de châssis
 'GT Le Mans (GTLM):'  Constructeur automobile
 'GT Daytona (GTD):'  Constructeur automobile
Chaque constructeur reçoit des points d'arrivée pour sa voiture la mieux classée dans chaque catégorie. Les positions des voitures suivantes provenant du même constructeur ne sont pas prises en compte, et tous les autres constructeurs montent dans le classement.
Exemple : Le constructeur A termine premier et deuxième lors d'un événement, et le constructeur B termine troisième. Le constructeur A reçoit 35 points de première place tandis que le constructeur B obtient 32 points de deuxième place.
Coupe d'Endurance d'Amérique du Nord
Le système de points de la Coupe d'Endurance d'Amérique du Nord est différent du système de points normal. Les points sont attribués selon un barème 5-4-3-2 que ce soit pour les pilotes, les équipes et les constructeurs. Ces points sont attribués de la façon suivante :
Daytona : Après 6h de course, 12h de course, 18h de course et à l'arrivée.
Sebring : Après 4h de course, 8h de course et à l'arrivée.
Watkins Glen : près 3h de course et à l'arrivée.
Petit Le Mans : Après 4h de course, 8h de course et à l'arrivée.

### Championnats pilotes
- Course incluse dans la Coupe d’Endurance d’Amérique du Nord

### Championnats écuries

#### LMP2
† Les points ne comptent que pour la Michelin Endurance Cup et non pour le championnat LMP2 général

#### GT Daytona
† Les points ne comptent que pour la WeatherTech Sprint Cup et non pour le championnat GTD global.

### Championnats constructeurs

#### GT Daytona
† Les points ne comptent que pour la WeatherTech Sprint Cup et non pour le championnat GTD global.